# Лапидус, Тед
Тед (Эдмон) Лапидус (фр. Edmond (Ted) Lapidus; 23 июня 1929, Париж — 29 декабря 2008, Канны) — французский модельер, основатель модного дома своего имени, отец модельера Оливье Лапидуса.

## Биография
Родился 23 июня 1929 года в Париже, в семье еврейских эмигрантов из Виленской губернии Российской империи, портного Роберта Лапидуса и его жены, Cecile Guitine. Учился в средней школе сначала в Марселе, затем в Анси, в 1949 году окончил Техническую школу в Токио. Вернувшись во Францию, начал учиться в Париже на медицинском факультете, однако вскоре изменил своё решение и стал работать портным в «Парижском клубе». Прошёл стажировку в доме моды Кристиана Диора. В 1951 году при поддержке своего приятеля Шарля Азнавура, брата Бернара и его жены Клаудии, открыл ателье под своим собственным именем.
Завоевав репутацию прекрасного закройщика, в 1961 году Лапидус открыл курсы кройки в Токио. В 1963 году стал членом Парижского синдиката высокой моды, в том же году, вслед за Карденом, начал сотрудничать с универмагами, подписав контракт с магазином La belle jardinière на выпуск коллекции готового платья под своим именем.
В 1969 году лимитированной коллекцией в 300 экземпляров выпустил сумку Bag One с автографом Джона Леннона, созданную специально по его заказу. Также создал для Леннона белый костюм, в котором музыкант запечатлён на знаменитой обложке альбома «Битлз» Abbey Road.
Среди его других клиентов были актёры Фрэнк Синатра, Ален Делон и Брижит Бардо.
Лапидус, получивший прозвище «уличного кутюрье», не боялся экспериментировать. Так, он первым стал использовать в своих коллекциях джинсы, наравне с Сен-Лораном ввёл в мир высокой моды одежду стилей «унисекс» (1965), «милитари» (1966) и «сафари» (1968). После того, как Пако Рабанн ввёл в обиход показы с использованием музыкального сопровождения, сам начал подбирать музыку к своим дефиле.
В 1970 году совместно с компанией L’Oréal выпустил первый аромат под своим собственным именем — Ted Lapidus.
В 1982 году, в возрасте 53 лет, передал дело своему сыну Оливье.
Умер от последствий дыхательной недостаточности и лейкемии в госпитале города Канны. Похоронен на парижском кладбище Пер-Лашез.

### Личная жизнь
Тед Лапидус был дважды женат. Одной из его жён была актриса Вероник Зюбер, завоевавшая  титулы «Мисс Париж» в 1954 году и «Мисс Франция» в 1955-м.  У него родилось двое сыновей: Оливье (который также стал модельером) и Томас, а также дочь Элоиза.